# Campeonato Europeu de Futebol Sub-19 de 2018
O Campeonato Europeu de Futebol Sub-19 de 2018, mais referido como Euro Sub-19 de 2018, foi a 17ª edição da competição organizada pela UEFA para jogadores com até 19 anos de idade. O evento foi realizado na Finlândia entre os dias 16 e 29 de julho de 2018.
O torneio foi disputado por 8 equipes constituídas por 18 jogadores nascidos em ou após o dia 1 de janeiro de 1999.

## Eliminatórias
As seleções nacionais dos 55 membros da UEFA participaram na qualificação. A Finlândia qualificou-se como anfitrião enquanto as restantes 54 seleções disputaram as 7 vagas. A qualificação consistiu em duas rondas: a Ronda de qualificação, que aconteceu no outono de 2017, e a Ronda de elite, que ocorreu na primavera de 2018. 

### Equipes classificadas
As seguintes oito equipes qualificaram-se para a fase final do torneio:
Nota: As estatísticas incluem apenas a era Sub-19 (desde 2002).
| País       | Método de qualificação | Fases Finais | Última qualificação | Melhor classificação              |
| ---------- | ---------------------- | ------------ | ------------------- | --------------------------------- |
| Finlândia  | Anfitrião              | 1            | —                   | Estreante                         |
| Noruega    | Vencedor Grupo 1       | 4            | 2005                | Fase de grupos (2002, 2003, 2005) |
| Inglaterra | Vencedor Grupo 2       | 10           | 2017                | Campeão (2017)                    |
| Itália     | Vencedor Grupo 3       | 6            | 2016                | Campeão (2003)                    |
| Ucrânia    | Vencedor Grupo 4       | 5            | 2015                | Campeão (2009)                    |
| Portugal   | Vencedor Grupo 5       | 9            | 2017                | Vice-campeão (2003, 2014, 2017)   |
| França     | Vencedor Grupo 6       | 10           | 2016                | Campeão (2005, 2010, 2016)        |
| Turquia    | Vencedor Grupo 7       | 6            | 2013                | Vice-campeão (2004)               |

### Sorteio final
O sorteio final foi realizado em 30 de maio de 2018, às 12:00 (UTC+3), na Câmara Municipal de Vaasa em Vaasa, Finlândia. As oito equipes foram sorteadas por dois grupos de quatro equipes. A anfitriã Finlândia foi colocada na posição 1 no Grupo A.

## Sedes
| Seinäjoki         | Seinäjoki Vaasa | Vaasa              |
| ----------------- | --------------- | ------------------ |
| OmaSP Stadion     | Seinäjoki Vaasa | Hietalahti Stadion |
| Capacidade: 6.000 | Seinäjoki Vaasa | Capacidade: 6.000  |
|                   | Seinäjoki Vaasa |                    |

## Árbitros
Seis árbitros, oito árbitros assistentes e dois quartos-árbitros.
| Árbitros - SCO Andrew Dallas - POL Bartosz Frankowsi - BEL Jonathan Lardot - ESP Juan Martinez Munuera - SUI Sandro Schärer - AUT Manuel Schuettengruber | Árbitros assistentes - SWE Joakim Amri Nilsson - WAL Ian Bird - ROU Alexandru Cerei - EST Aron Härsing - BIH Damir Lazić - DEN Daniel Richardt Nørgaard - ISL Bryngeir Valdimarsson - CRO Bojan Zobenica | Quartos-árbitros - FIN Ville Nevalainen - FIN Petri Viljanen |

## Fase de grupos
|  | Equipes classificadas para a semifinal e para a Copa do Mundo Sub-20 de 2019       |
|  | Equipes classificadas o Play-off de apuramento para a Copa do Mundo Sub-20 de 2019 |
|  | Equipes eliminadas                                                                 |

### Grupo A
| Pos. | Seleção   | P | J | V | E | D | GP | GC | SG |
| ---- | --------- | - | - | - | - | - | -- | -- | -- |
| 1    | Itália    | 7 | 3 | 2 | 1 | 0 | 5  | 3  | +2 |
| 2    | Portugal  | 6 | 3 | 2 | 0 | 1 | 8  | 4  | +4 |
| 3    | Noruega   | 4 | 3 | 1 | 1 | 1 | 5  | 6  | -1 |
| 4    | Finlândia | 0 | 3 | 0 | 0 | 3 | 2  | 7  | -5 |

| 16 de julho   | Noruega         | 1 – 3     | Portugal                                  | Hietalahti, Vaasa                  |
| 13:00 (UTC+0) | E. Markovic 82' | Relatório | Trincão 24' · M. Luís 41' · Trincão 90+3' | Árbitro: AUT Manuel Schuettengruer |

| 16 de julho   | Finlândia | 0 – 1     | Itália         | Hietalahti, Vaasa                  |
| 18:00 (UTC+O) |           | Relatório | N. Zaniolo 43' | Árbitro: ESP Juan Martinez Munuera |

| 19 de julho   | Finlândia                                | 2 – 3     | Noruega                                               | OmaSP Stadion, Seinäjoki     |
| 16:30 (UTC+0) | E. Vertainen 29' (pen.) · S. Ylätupa 53' | Relatório | J. Hauge 11' · E. Botheim 90' · C. Borchgrevink 90+2' | Árbitro: BEL Jonathan Lardot |

| 19 de julho   | Portugal                   | 2 – 3     | Itália                                            | Hietalahti, Vaasa               |
| 18:30 (UTC+0) | M. Luís 69' · D. Quina 89' | Relatório | C. Capone 53' · G. Scamacca 78' · D. Frattesi 84' | Árbitro: POL Bartosz Frankowski |

| 22 de julho   | Portugal                               | 3 – 0     | Finlândia | Hietalahti, Vaasa           |
| 16:30 (UTC+0) | Jota 20' · J. Gomes 33' · M. Dju 90+4' | Relatório |           | Árbitro: SUI Sandro Schärer |

| 22 de julho   | Itália      | 1 – 1     | Noruega              | OmaSP Stadion, Seinäjoki   |
| 16:30 (UTC+0) | M. Kean 83' | Relatório | E. Haland 62' (pen.) | Árbitro: SCO Andrew Dallas |

### Grupo B
| Pos. | Seleção    | P | J | V | E | D | GP | GC | SG |
| ---- | ---------- | - | - | - | - | - | -- | -- | -- |
| 1    | Ucrânia    | 7 | 3 | 2 | 1 | 0 | 4  | 2  | +2 |
| 2    | França     | 6 | 3 | 2 | 0 | 1 | 11 | 2  | +9 |
| 3    | Inglaterra | 4 | 3 | 1 | 1 | 1 | 4  | 8  | -4 |
| 4    | Turquia    | 0 | 3 | 0 | 0 | 3 | 2  | 9  | -7 |

| 17 de julho   | Turquia                     | 2 – 3     | Inglaterra                                            | Seinäjoki Stadium, Seinäjoki |
| 16:30 (UTC+0) | G. Yalcin 2' · M. Guclu 57' | Relatório | J. Tanganga 22' · B. Brereton 45+2' · E. Embleton 54' | Árbitro: SUI Sandro Schärer  |

| 17 de julho   | França         | 1 – 2     | Ucrânia                              | Hietalahti, Vaasa          |
| 18:30 (UTC+0) | R. Guitane 23' | Relatório | G. Tsitaishvili 13' · S. Buletsa 86' | Árbitro: SCO Andrew Dallas |

| 20 de julho   | Ucrânia         | 1 – 1     | Inglaterra      | Seinäjoki Stadium, Seinäjoki        |
| 16:30 (UTC+0) | V. Supriaha 39' | Relatório | M. Tavernier 8' | Árbitro: AUT Manuel Schuettengruber |

| 20 de julho   | Turquia | 0 – 5     | França                                                                | Hietalahti, Vaasa                  |
| 18:30 (UTC+0) |         | Relatório | R. Guitane 2' · A. Gouiri 22', 33' · M. Diaby 58' · M. Cuisance 90+2' | Árbitro: ESP Juan Martinez Munuera |

| 23 de julho   | Ucrânia       | 1 – 0     | Turquia | Hietalahti, Vaasa               |
| 16:30 (UTC+0) | S. Buletsa 8' | Relatório |         | Árbitro: POL Bartosz Frankowski |

| 23 de julho   | Inglaterra | 0 – 5     | França                                                   | Seinäjoki Stadium, Seinäjoki |
| 16:30 (UTC+0) |            | Relatório | N. Alioui 28', 56' · M. Maolida 41' · A. Gouiri 63', 69' | Árbitro: BEL Jonathan Lardot |

## Fase final
|  | Semifinal           | Semifinal |   |  | Final                   | Final |  |
|  |                     |           |   |  |                         |       |  |
|  | 26 de Julho – Vaasa |           |   |  |                         |       |  |
|  | Itália              | 2         |   |  |                         |       |  |
|  | França              | 0         |   |  |                         |       |  |
|  |                     |           |   |  |                         |       |  |
|  |                     |           |   |  | 29 de Julho – Seinäjoki |       |  |
|  |                     |           |   |  | Itália                  | 3     |  |
|  |                     | Portugal  | 4 |  |                         |       |  |
|  |                     |           |   |  |                         |       |  |
|  |                     |           |   |  |                         |       |  |
|  |                     |           |   |  |                         |       |  |
|  | 26 de Julho – Vaasa |           |   |  |                         |       |  |
|  | Ucrânia             | 0         |   |  |                         |       |  |
|  | Portugal            | 5         |   |  |                         |       |  |

|  | Play-off   |   |
|  |            |   |
|  | Noruega    | 3 |
|  | Inglaterra | 0 |

### Play-off de apuramento para a Copa do Mundo Sub-20
| 26 de julho   | Noruega                                        | 3 – 0     | Inglaterra | Seinäjoki Stadium, Seinäjoki    |
| 11:00 (UTC+0) | E. Botheim 75' · E. Markovic 86' · J.Hauge 89' | Relatório |            | Árbitro: POL Bartosz Frankowski |

### Semifinais
| 26 de julho   | Ucrânia | 0 – 5     | Portugal                                         | Hietalahti, Vaasa                   |
| 13:00 (UTC+0) |         | Relatório | P. Correia 2' · Jota 19', 21' · Trincão 28', 30' | Árbitro: AUT Manuel Schuettengruber |

| 26 de julho   | Itália                      | 2 – 0     | França | Hietalahti, Vaasa            |
| 17:00 (UTC+0) | C. Capone 27' · M. Kean 30' | Relatório |        | Árbitro: BEL Jonathan Lardot |

### Final
| 29 de julho   | Itália                            | 3 – 4 prol | Portugal                                        | Seinäjoki Stadium, Seinäjoki       |
| 17:30 (UTC+0) | M. Kean 75' 76' · G.Scamacca 107' | Relatório  | Jota 45+2' 104' · Trincão 72' · P. Correia 109' | Árbitro: ESP Juan Martinez Munuera |

## Premiação
| Campeonato Europeu Sub-19 2017 |
| ------------------------------ |
| PORTUGAL Campeão (4º título)   |

### Equipe do torneio
| Posição    | Jogador             | Seleção  |
| ---------- | ------------------- | -------- |
| Goleiro    | Alessandro Plizzari | Itália   |
| Defensores | Raoul Bellanova     | Itália   |
| Defensores | Romain Correia      | Portugal |
| Defensores | Davide Bettella     | Itália   |
| Defensores | Rúben Vinagre       | Portugal |
| Meias      | Mickaël Cuisance    | França   |
| Meias      | Florentino Luís     | Portugal |
| Meias      | Sandro Tonali       | Itália   |
| Atacantes  | Jota                | Portugal |
| Atacantes  | Moussa Diaby        | França   |
| Atacantes  | Vladyslav Supriaha  | Ucrânia  |

Fonte: